# Emanuel Rego
Emanuel Fernando Scheffler Rego (Curitiba, Brasil, 15 de abril de 1973) es un jugador de voleibol de playa brasileño. Tiene 3 medallas olímpicas: oro en Atenas 2004, plata en Londres 2012 y bronce en Beijing 2008. También fue tres veces campeón del mundo (1999, 2003 y 2011). Se retiró como el único atleta de voleibol de playa que ha participado en cinco ediciones de los Juegos Olímpicos (1996 a 2012), junto a la australiana Natalie Cook.
Es el jugador con más victorias en el Circuito Mundial, 10 veces campeón.